# 羊春秋
羊春秋（1922年4月—2000年12月13日），字子高，笔名公羊，男，湖南邵东人，中国古典文学研究家，湘潭大学教授。曾任湘潭大学中文系主任、湘潭大学学术顾问、中华诗词学会顾问、中国韵文学会会长、《中国韵文学刊》主编。
湘潭大学中文系有“四老”：姜书阁、羊春秋、彭燕郊、萧艾，而其中起灵魂作用的便是羊先生。于湘潭大学中文系而言，他既有开山之功，又促其蓬勃发展。在湘潭大学的20余年，羊春秋不仅在学术上建树丰硕，还领头创办了中国韵文学会，为中国散曲研究作出了巨大贡献。

## 生平
1922年4月出生于湖南省邵阳县(今邵东市)。
1949毕业于国立师范学院国文系，获教育学士学位。
1960年加入中国共产党。曾任湖南师范学院中文系讲师、古典文学教研室主任。
1978年，应聘为湘潭大学中文系主任，担负初创工作，历任湘潭大学副教授、教授、中文系主任，直到离休。
2000年12月13日在长沙逝世，终年79岁。

## 著作
他还致力于做一个无愧于时代的社会科学工作者，以“吾生也有涯，而知也无涯”的精神，孜孜不倦地治学著文，发表和出版了大量的学术著述。1978年，羊先生应聘为湘潭大学中文系主任，先后主编《历代论诗绝句选》《历代论史绝句选》，个人撰著《唐才子传校笺》《历代治学论文书信选》《元人散曲选》《明诗三百首》《元明清散曲三百首》，点校《宋十大名家词》，辑注《李群玉诗集》，主持或参与整理《曾国藩全集》及其他湘籍文献，撰写《唐诗百讲》《唐诗评译》《散曲通论》《孔子家语注译》《领略传统学术的魅力》，晚年将数十年的诗文写作，整理为《迎旭轩韵文辑存》与《春秋文白》出版。在湘潭大学的二十余年，是羊先生在学术事业上最多建树的时候，也是他真正确立在湖南乃至全国教育文化领域重要地位的时候。
代表作《散曲通论》获湖南省第二届社会科学优秀成果一等奖、全国高校首届人文社会科学优秀成果二等奖，被学术界誉为“六十年来第一响”、“开创了散曲研究的新时代”。至今已出版著作13部，有《唐诗百讲》、《校点宋十大名家词》、《元曲通论》、《李群玉诗集辑注》、《新译孔子家语》、《元人散曲选》、《元明清散曲三百首》、《明诗三百首》、《领略传统学术的魅力》、《唐诗精华译评》、《春秋文萃》、《迎旭轩韵文辑存》。主编了《历代论诗绝句选》、《历代名人传记丛书》等书。